# Matteo Steiner
Matteo Nico Steiner  (* 2002) ist ein Schweizer Unihockeyspieler, der beim Nationalliga-A-Verein Unihockey Tigers Langnau unter Vertrag steht.

## Karriere
Steiner stand während der Saison 2019/20 erstmals im Kader der ersten Mannschaft der Unihockey Tigers Langnau in der Nationalliga A. In seiner ersten Saison absolvierte er 20 Partien und erzielte dabei vier Tore und sechs Assists für die Tigers. Im Frühjahr 2020 gaben die Unihockey Tigers Langnau bekannt, dass der U21-Spieler mit einem bis 2023 laufenden Vertrag ausgestattet wurde.